# Minuartia glaucina
Minuartia glaucina är en nejlikväxtart som beskrevs av M. Dvoráková. Minuartia glaucina ingår i släktet nörlar, och familjen nejlikväxter. Inga underarter finns listade i Catalogue of Life.

## Bildgalleri

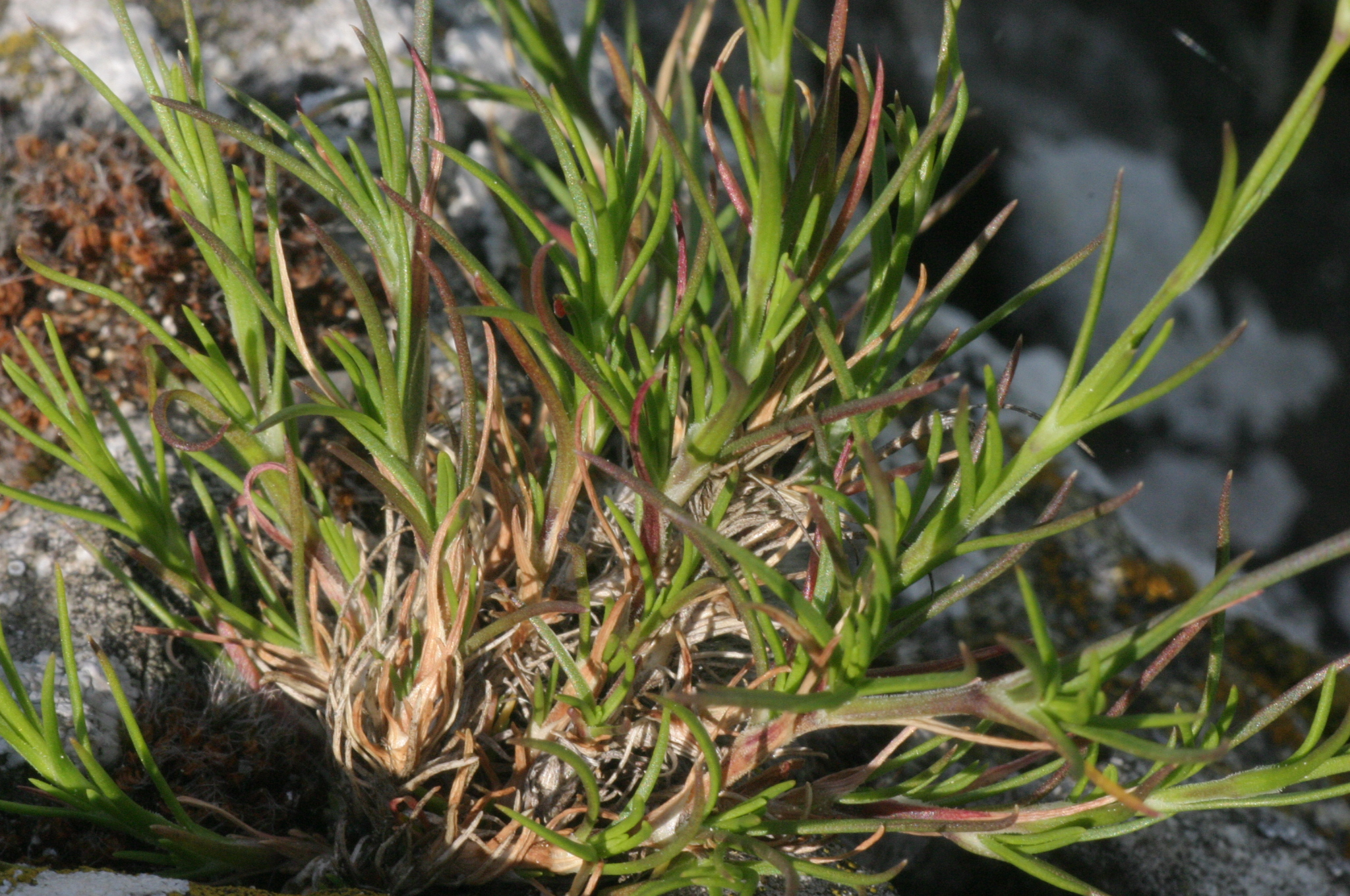
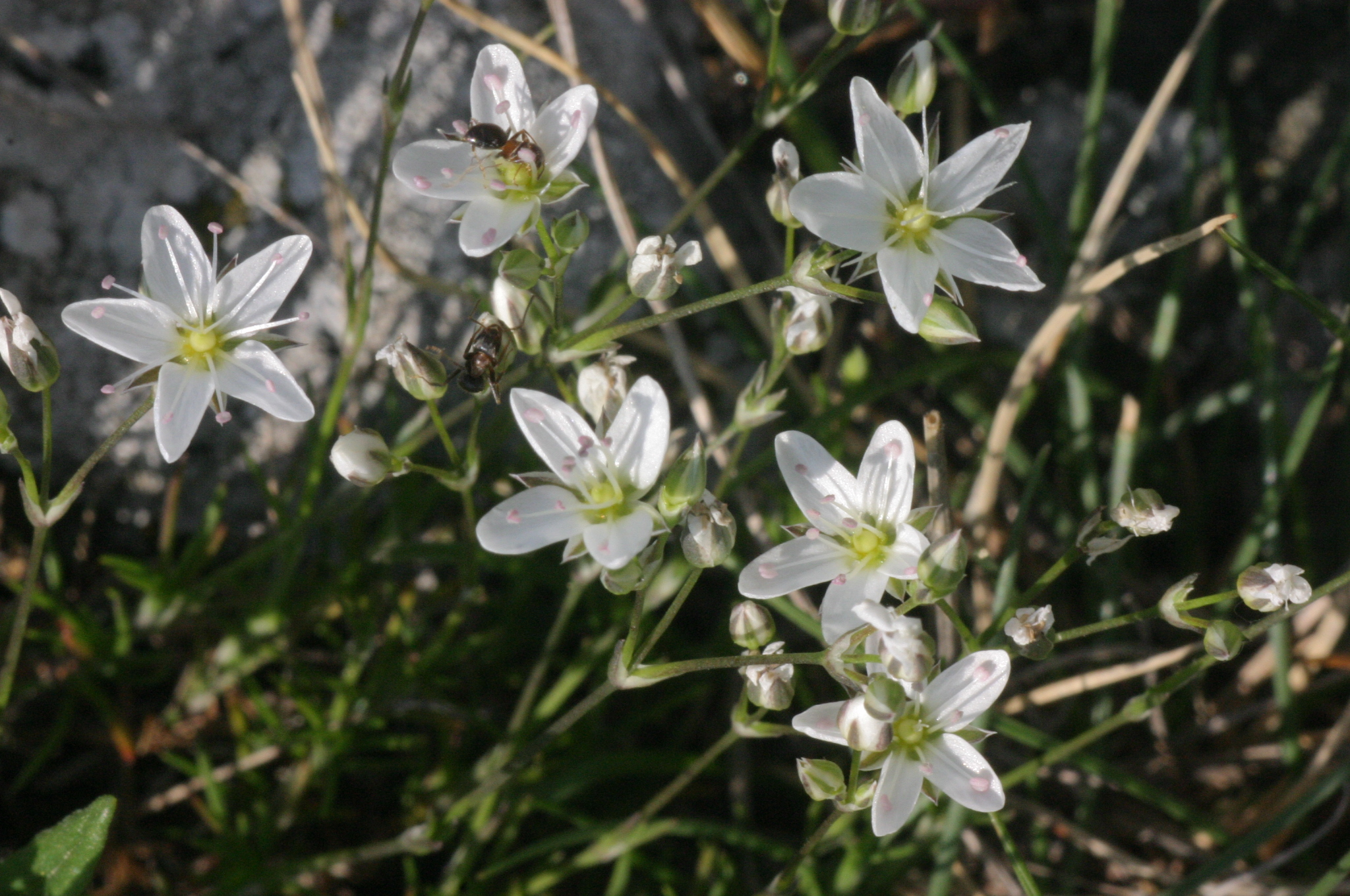
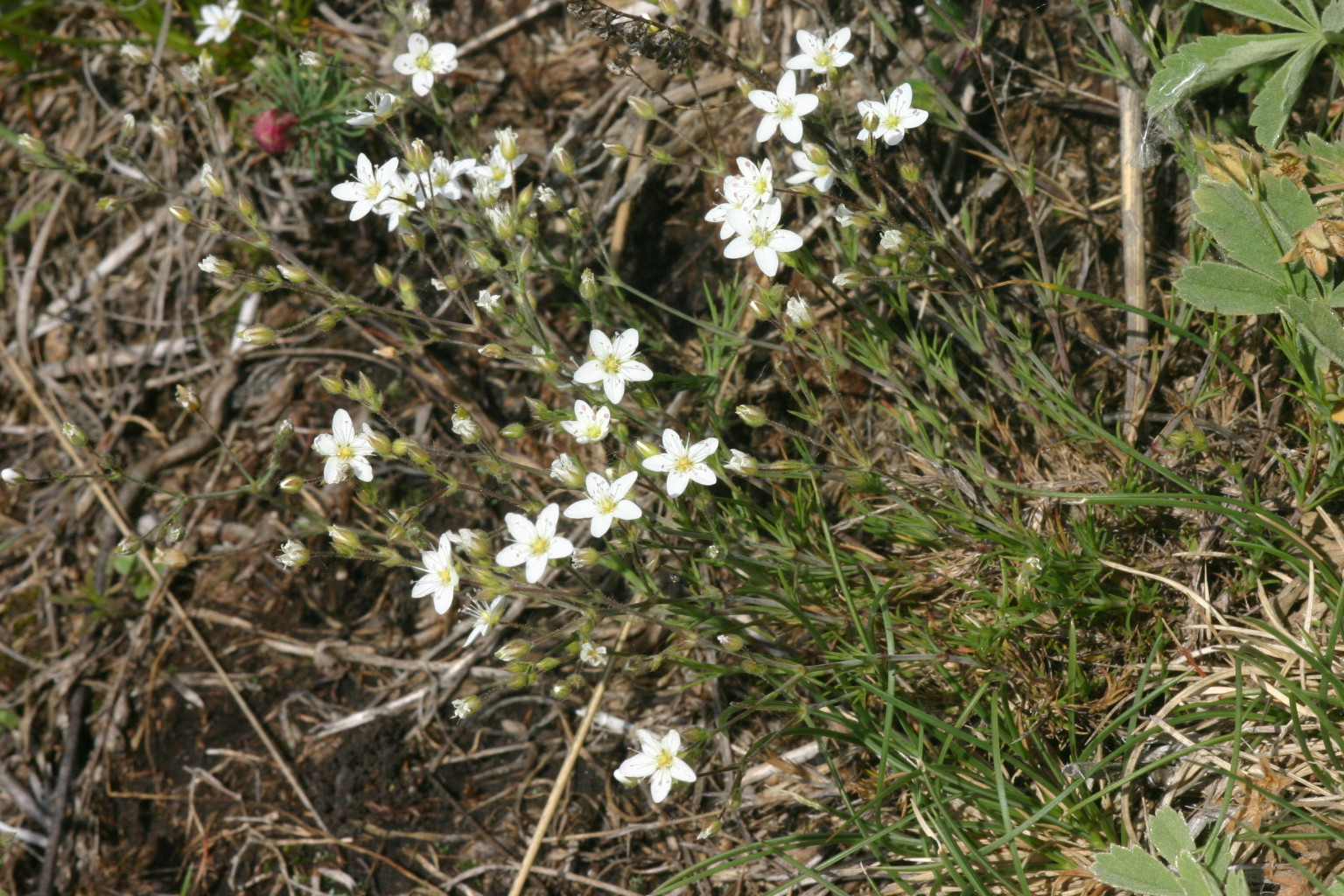